# 大路边镇
大路边镇，是中华人民共和国广东省清远市连州市下辖的一个乡镇级行政单位。

## 行政区划
大路边镇下辖以下地区：
寒鸭村、浦东村、新水罗村、东联村、东大村、东各塘村、大塘村、油田村、黄太村、大路边村、顺泉村、山洲村、马占村、大坳村、汛塘村、河佳汉村、荒塘村、观头洞村、黎水村和东坪村。